# Jargalthaan
Jargalthaan est une ville et un sum de Mongolie, dans la province de Khentii.